# 카포리카푸친
카포리카푸친(Cebus kaapori)은 꼬리감는원숭이과에 속하는 영장류의 일종이다. 이 카푸친원숭이는 브라질이 원산지다. 카포리카푸친은 브라질의 파라 주와 마라냥주에서 발견된다. 예전에는 울보카푸친(Cebus olivaceus)의 아종으로 간주하였으나, 최근에는 하나의 독립된 종으로 명명하고 있다.